# Friedrich Heinrich Bertling

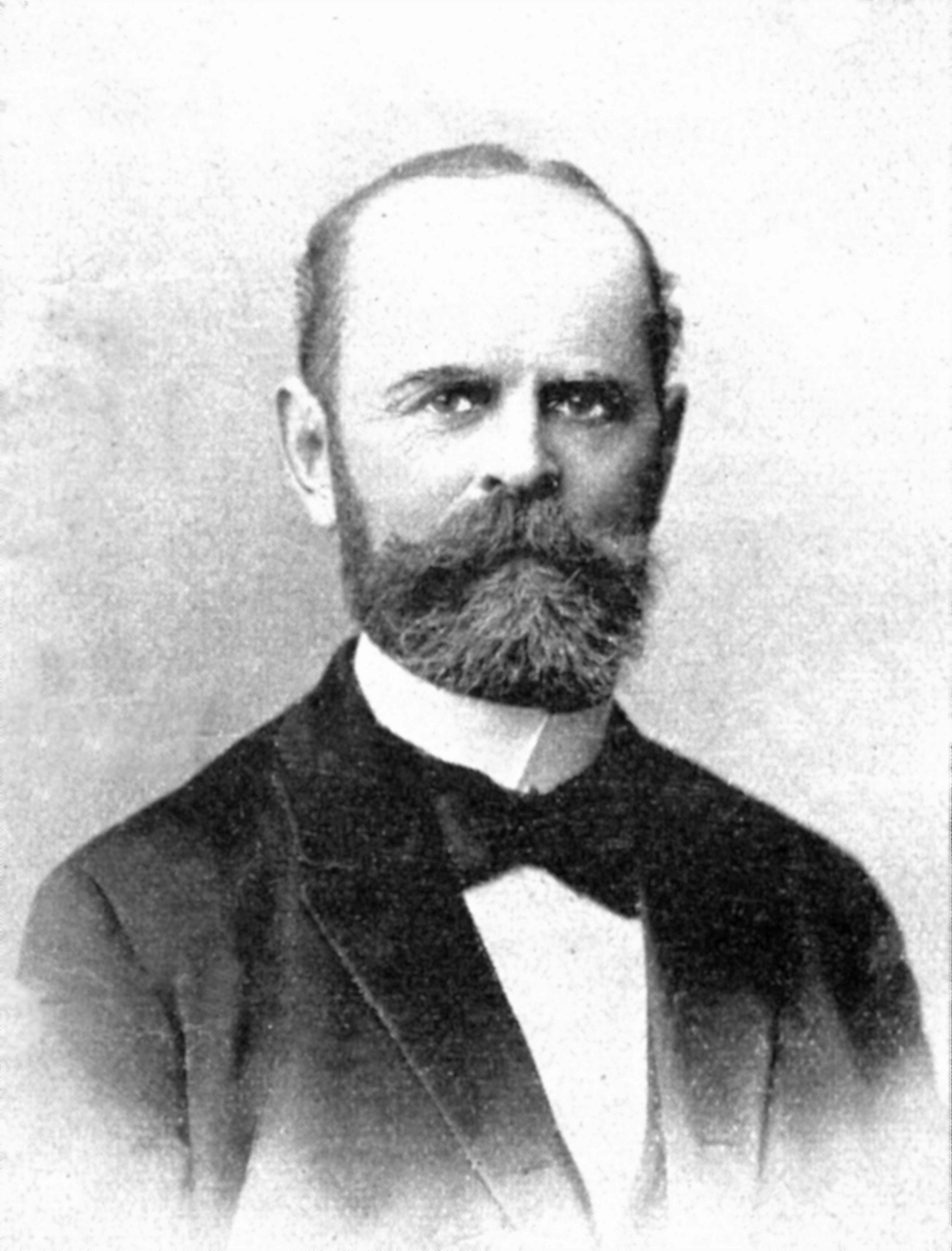
Friedrich Heinrich Bertling

Friedrich Heinrich Bertling (* 4. November 1842 in Northeim; † 26. Mai 1914 in Lübeck) war ein deutscher Kaufmann, Politiker und Senator der Hansestadt Lübeck. Er gründete das bis heute bestehende, jetzt in Hamburg ansässige Logistik- und Schifffahrtsunternehmen F. H. Bertling.

## Leben

### Herkunft
Friedrich Heinrich Bertlings Eltern waren der Schlossermeister Johann Heinrich Bertling und dessen Ehefrau Johanna Friederike, geborene Warnecke. Nach einer kaufmännischen Ausbildung zog er 1864 nach Lübeck. Am 26. Mai 1865 wurde er dort Mitglied der Kaufmannschaft, am 31. Mai legte er den Bürgereid ab und am 12. Juni wurde die Firma F. H. Bertling beim Handelsgericht eingetragen. Das Speditions-, Kommissions- und Agenturgeschäft befand sich anfangs in der Breite Straße 818 (heute: 42). 1868 erwarb Bertling das Haus Große Altefähre 715 (heute: 23), in dem das Unternehmen bis zur Verlegung des Unternehmenssitzes nach Hamburg 1980 ansässig blieb und dessen Fassade immer noch den Firmennamen trägt.

### Laufbahn

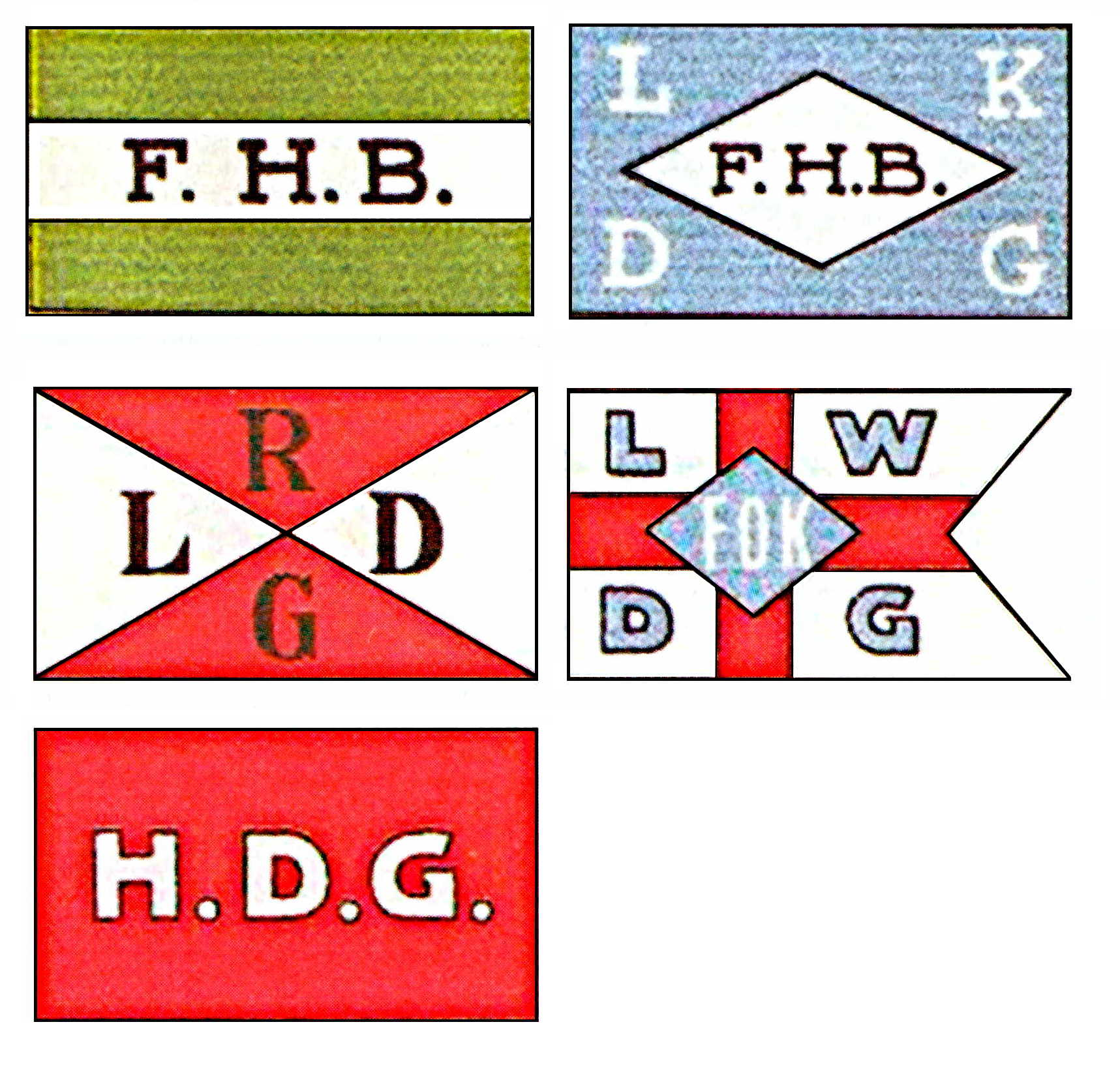
Reedereiflaggen seiner Schifffahrtsunternehmen: F. H. Bertling, Lübeck-Königsberger Dampfschiffahrts-Gesellschaft, Riga-Lübecker Dampfschiffahrts-Gesellschaft, Lübeck-Wyborger Dampfschiffahrts-Gesellschaft, Hanseatische Dampfschiffahrts-Gesellschaft

Bertling stieß zwar anfangs als neu Zugewanderter auf Widerstände, konnte sich aber rasch Ansehen erwerben und profitierte von dem allgemeinen wirtschaftlichen Aufschwung, den Lübeck nach 1864 nahm. Er betrieb zunächst die Lübecker Niederlassung der Hamburger Speditionsfirma Otto Lange Wwe. & Rohde, von 1865 bis 1869 die Generalagentur der Gladbacher Feuerversicherungs-Gesellschaft und von 1869 bis 1903 die Lübecker Vertretung der Fortuna Allgemeine See-Versicherungs-Gesellschaft aus Berlin. 1870 begann er auf eigene Rechnung zu handeln, als er von dem Lübecker Kaufmann C. F. Wessel dessen Lager mit Gusseisenwaren, Haushaltsgegenständen und Baumaterialien übernahm. 1868 fing Bertling an, in Schiffsbeteiligungen zu investieren, ein Geschäftszweig, den er in der Folgezeit immer weiter ausbaute. Bis Anfang der 1880er Jahre wurde er Anteilseigner und Vorstandsmitglied mehrerer Gesellschaften, die von Lübeck aus Schiffsverbindungen in den Ostseeraum, vorwiegend nach Russland, betrieben: der Hanseatischen Dampfschiffahrtsgesellschaft AG, der Dampfschiffahrts-Gesellschaft Germania, der Lübeck-Wyborger Dampfschiffahrtsgesellschaft, der Riga-Lübecker-Dampfschiffahrts-Gesellschaft und der Libau-Lübecker-Dampfschiffahrts-Gesellschaft. 1881 war er als Mitgesellschafter an der Gründung der Lübeck-Königsberger Dampfschiffahrts-Gesellschaft beteiligt und richtete in seinem Unternehmen neben der Versicherungsabteilung und der Speditions- und Commissionsabteilung eine eigene Reedereiabteilung ein. Der gewachsenen Bedeutung des Reedereigeschäfts entsprechend firmierte das Unternehmen mit seinen mittlerweile 60 Angestellten 1885 um in F. H. Bertling, Speditions- und Commissionsgeschäft, Dampfschiffreederei.

Hochofenwerk um 1910

Zu Beginn des 20. Jahrhunderts weitete Bertling die Geschäfte seiner Firma auf die Binnenschifffahrt und auf den Verkehr mit den skandinavischen Ländern aus. Die 1901 gemeinsam mit der Magdeburger Firma Andreae & Stahlkopf gegründete Magdeburg-Lübecker Dampfschiffahrtsgesellschaft betrieb einen wöchentlichen Linienverkehr zwischen Magdeburg und Lübeck und wurde 1908 vollständig von F. H. Bertling übernommen. Seitdem firmierte das Unternehmen als F. H. Bertling, Handlungsfirma, Speditions- und Kommissionsgeschäft, Dampfschiffs-Reederei, Flussschiffahrt, Befrachtung, Magdeburg-Lübecker Eildampferverkehr. 1904 errichtete F. H. Bertling eine Niederlassung in Hamburg und gründete gemeinsam mit einem dänischen und einem norwegischen Partner die Nordische Transport Gesellschaft mbH, ebenfalls in Hamburg, zum Betrieb von Speditionsgeschäften zwischen Deutschland, Dänemark, Schweden und Norwegen. Zum geschäftlichen Erfolg Bertlings trug nicht zuletzt bei, dass sich seine Firma für das 1905 gegründete Hochofenwerk Lübeck die Exklusivrechte als Schiffsmakler und Befrachter sichern konnte. Die 1907 eingerichtete Schiffsmakler-Abteilung mit Klarierungsstellen in Herrenwyk und Travemünde übernahm für das Hochofenwerk bis 1973 Organisation und Abfertigung des gesamten An- und Abtransports auf dem Wasserweg.

### Öffentliches Leben

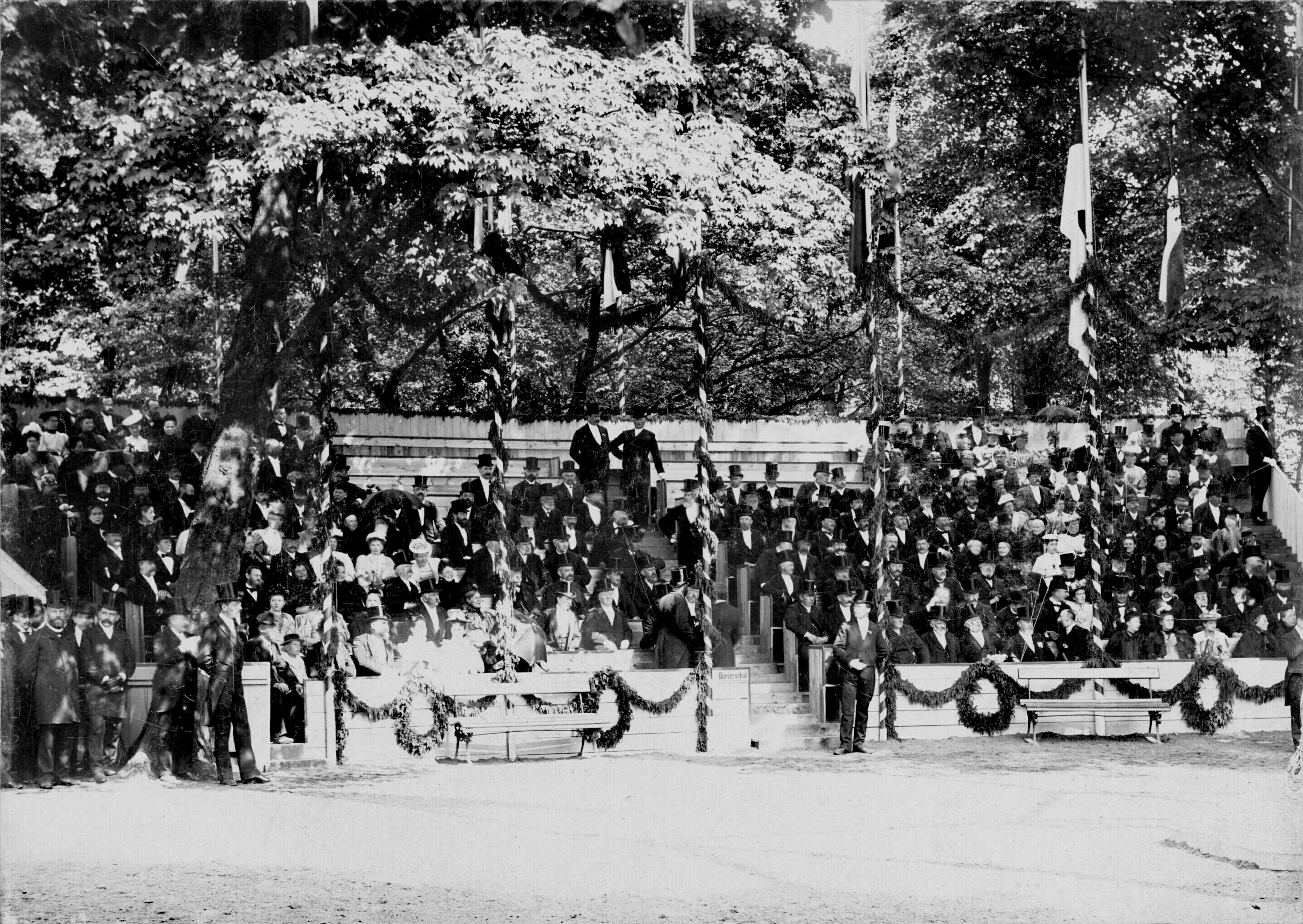
Senat und Bürgerschaft bei der Grundsteinlegung des Kanals am 31. Mai 1895

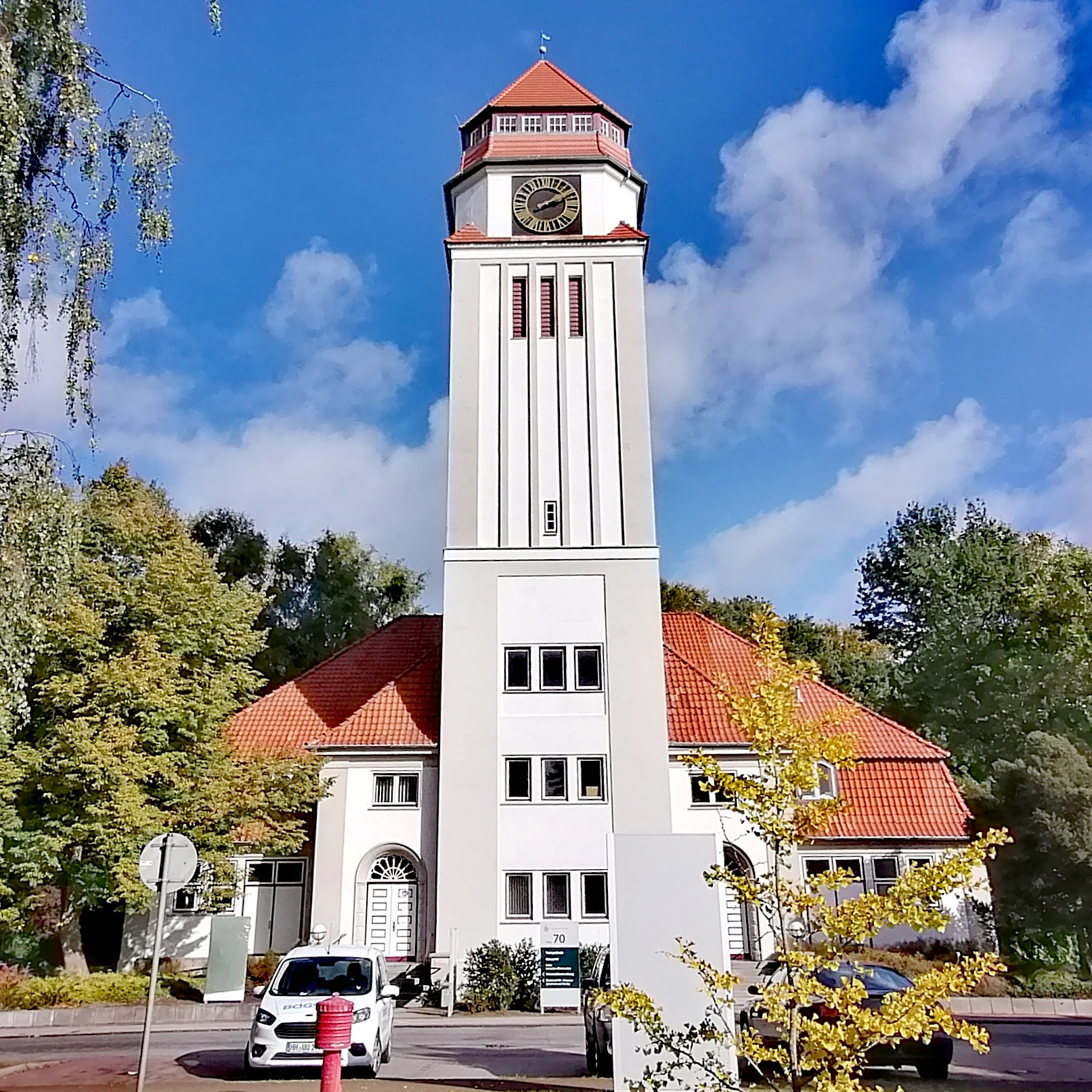
Turm der Irrenanstalt

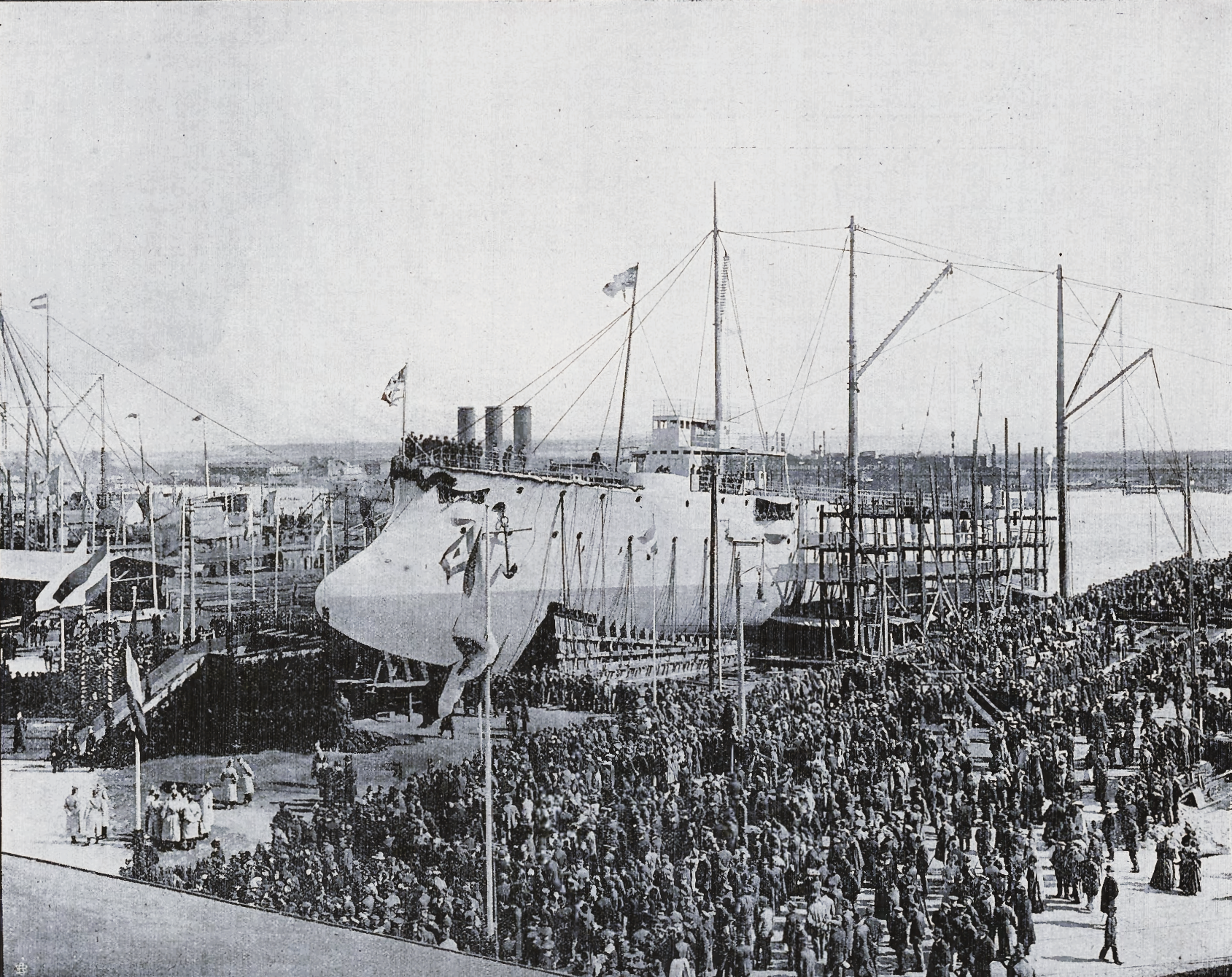
Die SMS „Lübeck“ kurz vor ihrem Stapellauf

1877 wurde Bertling zum Mitglied der Handelskammer, dem Vorstand der Kaufmannschaft zu Lübeck, und der Lübecker Bürgerschaft gewählt, denen er bis 1892 bzw. 1893 angehörte. In der Handelskammer war er Mitglied des Börsenausschusses, von 1879 bis 1881 dessen Vorsitzender, Mitglied des Ausschusses für Eisenbahn, Schifffahrt und Verkehr und seit 1889 Zweiter Stellvertreter des Präses der Handelskammer. Von der Bürgerschaft wurde er zum bürgerlichen Deputierten beim Finanzdepartement und der Oberschulbehörde bestimmt, war mehrfach Mitglied des Bürgerausschusses und dessen stellvertretender Vorsitzender; ferner war er Beisitzer des Seeamtes und Vorsteher der Navigationsschule und des St. Johannis-Jungfrauen-Klosters. Am 11. Dezember 1893 wurde er schließlich als Nachfolger des verstorbenen Johannes Fehling zum kaufmännischen Senator gewählt und gehörte damit der Regierung des Lübecker Stadtstaates an. In dieser Funktion war er vorwiegend als Mitglied des Finanzdepartements und der Kommission für Handel und Schifffahrt tätig, bekleidete aber auch zahlreiche andere Ämter. Bertling trieb den Bau des Elbe-Trave-Kanals (heute: Elbe-Lübeck-Kanal) maßgeblich mit voran und förderte die Anlage des Vorwerker Friedhofs und die Vorarbeiten zum Bau der neuen Irrenanstalt. Er engagierte sich mit Senator Hermann Wilhelm Fehling besonders für die Entwicklung des Seebads Travemünde, wo er in der Kaiserallee 22 eine Sommervilla besaß; als Ausschussmitglied der Lübeck-Büchener Eisenbahn setzte er die Eisenbahnverbindung von Lübeck nach Travemünde durch. Zum Dank benannte die Gemeindevertretung von Travemünde 1907 die vom Strand zum Strandbahnhof führende Straße nach ihm.
Auf Wunsch des Kaisers Wilhelm II. wurde das als Ersatz des Kleinen Kreuzers Meteor gedachte Schiff am 26. März 1904 auf der Vulcanwerft in Bredow bei Stettin auf den Namen der Freien und Hansestadt getauft. Die Taufe der Lübeck wurde von Bürgermeister Heinrich Klug in Begleitung des Senators Bertling aus der Patenstadt vollzogen. Der Name Lübeck war dadurch wieder in der Marine, wie einst in der alten Reichskriegsflotte vom Jahre 1848 die Korvette Lübeck, vertreten.
Daneben war Bertling vielfach ehrenamtlich tätig. In der Gesellschaft zur Beförderung gemeinnütziger Tätigkeit gehörte er der Vorsteherschaft an. Er war ein aktives Mitglied der Kirchengemeinde St. Lorenz, in deren Kirchenvorstand er seit 1891 Mitglied und von 1895 bis 1906 Vorsitzender war. Der Bau der neuen Kirche des Stadtteils St. Lorenz war in erster Linie dem Einsatz von Zeit, Geld und Einfluss Bertlings zu verdanken.

### Familie

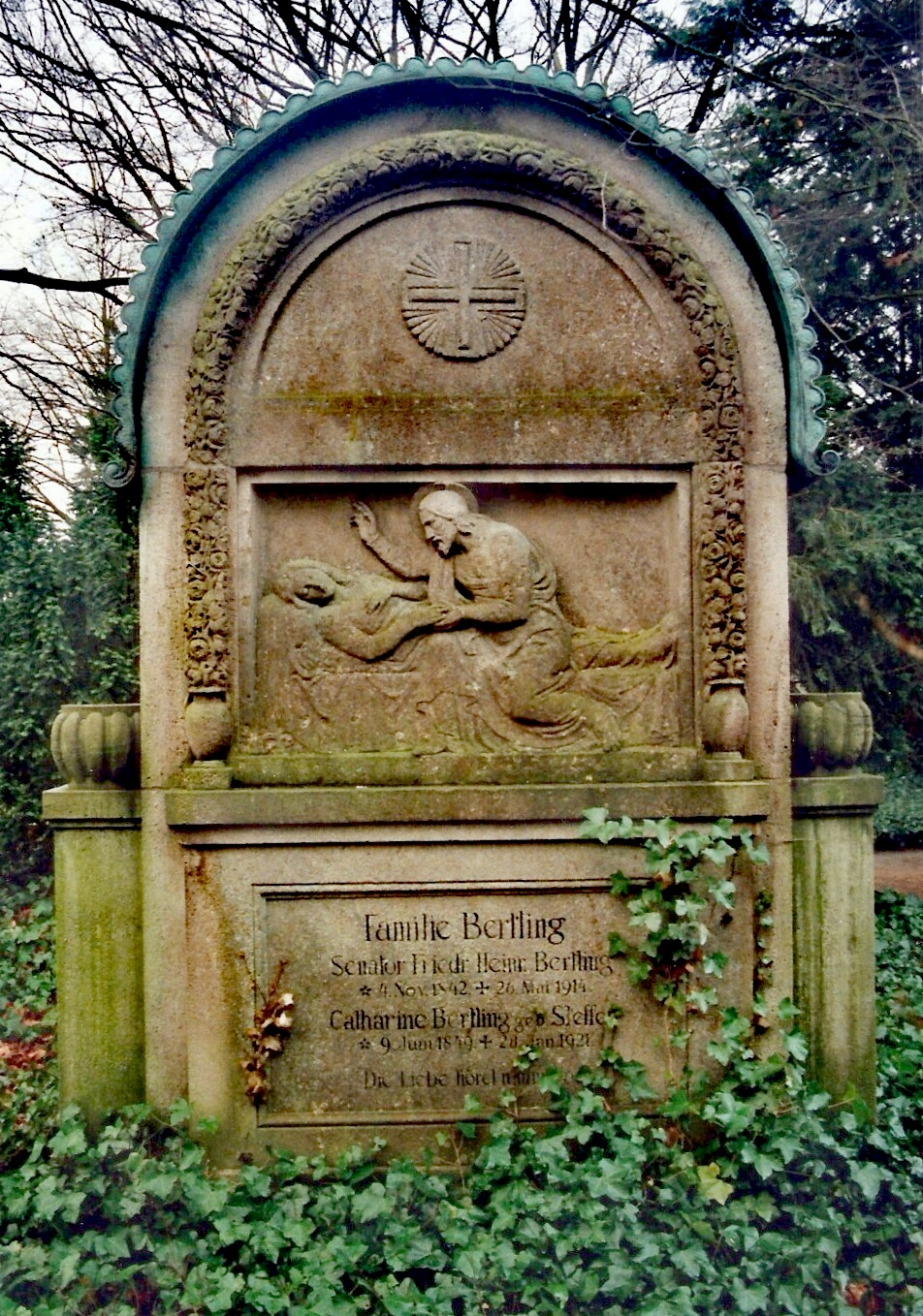
Grabmal der Familie Bertling

Bertling war verheiratet mit Anna Catharina Sophie (1846–1921). Sie entstammte der alteingesessenen Lübecker Schifferfamilie Steffen. Der gemeinsame Sohn des Paares, Jakob (James) Friedrich Heinrich Bertling (1869–1916), trat 1888 in die Firma F. H. Bertling ein und wurde 1898 Teilhaber des Unternehmens. Er wurde am 31. März 1906 zum Königlich Norwegischen Konsul ernannt.
Im Oktober 1905 erlitt Bertling einen Schlaganfall, dessen gesundheitliche Folgen ihn zwangen, am 16. Dezember 1905 aus dem Senat auszutreten, alle öffentlichen Ämter aufzugeben und sich weitgehend aus der Unternehmensleitung zurückzuziehen.
Am 29. Mai 1914 wurde Bertling von Hauptpastor Johannes Bernhard auf dem St.-Lorenz-Friedhof beigesetzt, wo das Familiengrab erhalten ist.
Sein Sohn führte das Unternehmen nach dem Tod seines Vaters allein weiter.